# Hypodermatidae
Hypodermatidae är en familj av tvåvingar som beskrevs av Camillo Rondani 1856. Hypodermatidae ingår i ordningen tvåvingar, klassen egentliga insekter, fylumet leddjur och riket djur.
Familjen innehåller bara släktet Hypoderma.